# Mulid Łampieżew
Mulid Musabijewicz Łampieżew (ros. Мулид Мусабиевич Лампежев; ur. 9 czerwca 1984) – rosyjski zapaśnik startujący w stylu wolnym. Dziesiąty w Pucharze Świata w 2009. Drugi w mistrzostwach Rosji w 2008 i trzeci w 2012 roku.